# Brandon Ashley
Brandon Ashley (San Francisco, 15 luglio 1994) è un cestista statunitense, professionista in NBDL e in Europa.

## Statistiche

### College
| Anno      | Squadra          | PG | PT | MP   | TC%  | 3P%  | TL%  | RP  | AP  | PRP | SP  | PP   |
| --------- | ---------------- | -- | -- | ---- | ---- | ---- | ---- | --- | --- | --- | --- | ---- |
| 2012-2013 | Arizona Wildcats | 35 | 21 | 20,5 | 52,5 | 100  | 73,5 | 5,3 | 0,7 | 0,5 | 0,5 | 7,5  |
| 2013-2014 | Arizona Wildcats | 22 | 22 | 27,7 | 52,2 | 37,9 | 75,7 | 5,8 | 1,0 | 0,6 | 0,7 | 11,5 |
| 2014-2015 | Arizona Wildcats | 38 | 38 | 27,8 | 51,4 | 33,3 | 70,3 | 5,2 | 0,7 | 0,6 | 0,7 | 12,2 |
| Carriera  | Carriera         | 95 | 81 | 25,1 | 51,9 | 38,2 | 72,4 | 5,4 | 0,7 | 0,6 | 0,6 | 10,3 |

### G League
| Anno      | Squadra         | PG | PT | MP   | TC%  | 3P%  | TL%  | RP  | AP  | PRP | SP  | PP   |
| --------- | --------------- | -- | -- | ---- | ---- | ---- | ---- | --- | --- | --- | --- | ---- |
| 2015-2016 | Texas Legends   | 33 | 33 | 31,7 | 45,3 | 39,3 | 76,0 | 6,8 | 2,1 | 1,0 | 1,4 | 14,8 |
| 2017-2018 | Texas Legends   | 45 | 42 | 30,8 | 43,3 | 32,9 | 71,8 | 6,3 | 1,5 | 1,1 | 1,3 | 16,2 |
| 2020-2021 | G League Ignite | 15 | 14 | 20,3 | 55,3 | 29,2 | 64,7 | 5,5 | 1,5 | 0,9 | 0,5 | 10,9 |
| Carriera  | Carriera        | 93 | 89 | 29,4 | 45,4 | 34,7 | 72,8 | 6,3 | 1,7 | 1,0 | 1,2 | 14,8 |

## Palmarès
- McDonald's All-American Game (2012)